# Association bordelaise des utilisateurs de logiciels libres
 (décembre 2014).
L'Association bordelaise des utilisateurs de logiciels libres, plus connue sous son acronyme d’ABUL, est une association française de promotion des logiciels libres en Aquitaine créée officiellement en 1999 — mais elle avait une existence officieuse dès 1998. 
Elle organise ou participe régulièrement à des manifestations d’information, de sensibilisation à l’usage des logiciels libres, organise des « Install-parties », des séances d’initiation et de formation, des conférences, en collaboration avec des partenaires locaux afin d’atteindre plus largement le grand public.
L'ABUL apporte son aide à la création de groupes d'utilisateurs de logiciels libres dans le grand Sud-Ouest français et au-delà.

## Créatrice des RMLL
L'ABUL a créé les Rencontres mondiales du logiciel libre (RMLL), qui se sont tenues à Bordeaux en 2000, 2001, 2002, 2004 et 2010. Attirant dès les premières années plus de 500 développeurs d’importance venant de 40 pays des cinq continents, les RMLL sont un espace de rencontre entre les militants du logiciel libre qui n'existait pas auparavant.

## Lancement d'AbulÉdu
En 2001, l'ABUL a présenté la première version d’AbulÉdu, solution logicielle libre développée depuis 1999 pour les écoles et qui permet à des enseignants, même néophytes en informatique, de gérer un réseau informatique hétérogène. D’abord conçue pour les écoles primaires, AbulÉdu a été étendue pour répondre aux besoins des maternelles, des collèges, des lycées, et des associations[source secondaire nécessaire].

## Membre fondateur de l'ADULLACT et de SCIDERALLE
En 2002, l'ABUL devient membre fondateur d’ADULLACT, association de promotion de développement de logiciels libres métiers dans les administrations et collectivités territoriales et de Scideralle, association visant à développer et faciliter l’usage de logiciels et ressources libres dans les écoles et l'Éducation populaire. 

## Logiciels de traque de pédophiles
En collaboration avec la Section de Recherche de la Gendarmerie SR33, l'ABUL a participé au développement de LogIRC, logiciel permettant de traquer les pédophiles sur Internet et utilisés par des services d’enquête officiels, tant en France qu’à l’étranger et qui donnera lieu ensuite au développement de LogP2P ayant le même objectif,,.

## Lutte contre les brevets logiciels
Depuis 2003, l’un des principaux sujets de préoccupation de cette association a été la lutte contre les brevets logiciels[source secondaire nécessaire] qu'elle a contribué à combattre par le biais de conférences, de publications et d’actions de sensibilisation des élus.

## Ekylibre
En 2005, Michel Gil Antoli, président de l'ABUL et céréalier, lance en collaboration avec l'ENSEIRB un projet logiciel d'aide à la gestion de petites entreprises agricoles.
En octobre 2014, la société Ekylibre a été créée. Son modèle économique basé sur des logiciels libres fonctionne.

## RMLL 2010
Après avoir déposé une candidature pour 2009 puis 2010, l'ABUL est coordonnatrice de la 11e édition des Rencontres mondiales du logiciel libre qui sont organisées en collaboration avec des associations locales de promotion des logiciels ou des ressources libres. 
La manifestation se déroule du 6 au 11 juillet 2010 dans la communauté urbaine de Bordeaux et est précédée et prolongée par des actions mensuelles locales qui en augmentent l'impact et en prolongent les effets[source secondaire nécessaire].

## Vidéo en poche
En octobre 2009, l'association participe aux côtés du cinéma d'art et d'essai Utopia de Bordeaux à la distribution d'une copie du film « Non au McDrive » de Frédéric Chignac sur clé USB. En juin 2010, ce projet est élargi à l'ensemble du réseau de cinémas indépendants Utopia pour faire connaître et faciliter la diffusion de films de manière plus favorable aux ayant-droits que les DVD, écologique, tout en proposant une diffusion basée sur la confiance, à l'inverse de Hadopi.